# Argentino hasta la muerte
Argentino hasta la muerte és una pel·lícula argentina de 1971, dirigida per Fernando Ayala i protagonitzada per Thelma Biral i Roberto Rimoldi Fraga. Estrenada a Buenos Aires el 6 de maig de 1971. Guanyadora del Còndor de Plata al millor director el 1972.

## Argument
El relat transcorre durant l'anomenada Guerra del Paraguai o Guerra de la Triple Aliança (1865-1870).

## Al voltant de la pel·lícula
El títol està pres d'un conegut poema titulat Troba del poeta Carlos Guido Spano (1827-1918), que diu:
He nacido en Buenos Aires,
¡qué me importan los desaires
con que me trata la suerte!
Argentino hasta la muerte,
he nacido en Buenos Aires.

## Repartiment
- Héctor Alterio
- Arnaldo André
- Thelma Biral
- Rey Charol
- Héctor Da Rosa
- Gabriela Gili
- José María Gutiérrez
- Susana Lanteri
- Víctor Laplace
- José Luis Mazza
- Lautaro Murúa
- Leonor Manso
- Eduardo Muñoz
- Roberto Rimoldi Fraga
- Marta Roldán
- Fernando Siro
- Walter Soubrié
- María del Carmen Valenzuela
- Myriam Van Wessen
- Fernando Vegal
- Jorge Villalba

## Premis
- 1972. Cóndor de Plata al millor director (compartit amb Enrique Carreres per La valija)